# MP-446
MP-446またはMP-446 "VIKING"は、ロシアのイジェフスク機械工場で開発された自動拳銃である。

## 概要
MP-446はロシア連邦軍の制式拳銃であるMP-443をベースとして開発された拳銃であり、主に民間市場向けに販売されている。
作動方式などは原型となったMP-443を踏襲しているが、フレームの材質にはポリマー素材を採用し、バレルは高威力かつ高貫通力の軍用弾薬（7N21弾）を発射できないものに変更されているなど差異もある。

## バリエーション
MP-446 ヴァイキング（Viking）
基本形
MP-446C ヴァイキング
国際的な射撃連盟の一つ、IPSC（International Plactical Shooting Confederation）の規定に基づき改良された射撃競技仕様。2003年にはロシア製拳銃として初めてIPSC競技での使用を承認された。通常のMP-446と比較して射撃精度が向上しているほか、トリガープルの調整機能やアジャスタブルサイトなども追加されている。また、120mmのバレルを搭載した仕様も存在する。
MP-446C ヴァイキング-M
MP-446C ヴァイキングの発展型。銃身の設計変更により5万発の射撃に耐久し得るとしている。他にもピカティニーレールの追加やグリップの形状変更など、複数の改良が施されている。

## 配備国
- アフガニスタン[1]
- カザフスタン - 訓練用の拳銃として2003年から使用。[4]
- パキスタン[1]
- ベラルーシ - 訓練用の拳銃として使用。[4]
- ロシア[5]